# Manea (imię)
Manea, Mannea – imię żeńskie pochodzenia łacińskiego. Patronka tego imienia, św. Manea, jest wspominana razem ze swoim mężem, św. Marcelinem, trybunem, oraz z synami – św. Janem, Piotrem i Serapionem.
Manea imieniny obchodzi 27 sierpnia.